# Mini (rallysport)
Het Mini WRC Team, dat onder preparatie van Prodrive Racing later werd omgedoopt tot het Prodrive WRC Team, neemt deel aan het Wereldkampioenschap Rally, en vertegenwoordigt hierin de sportieve resultaten van het Britse automerk Mini, dat heden ten dage onderdeel is van BMW.

## Geschiedenis

### Vroege resultaten

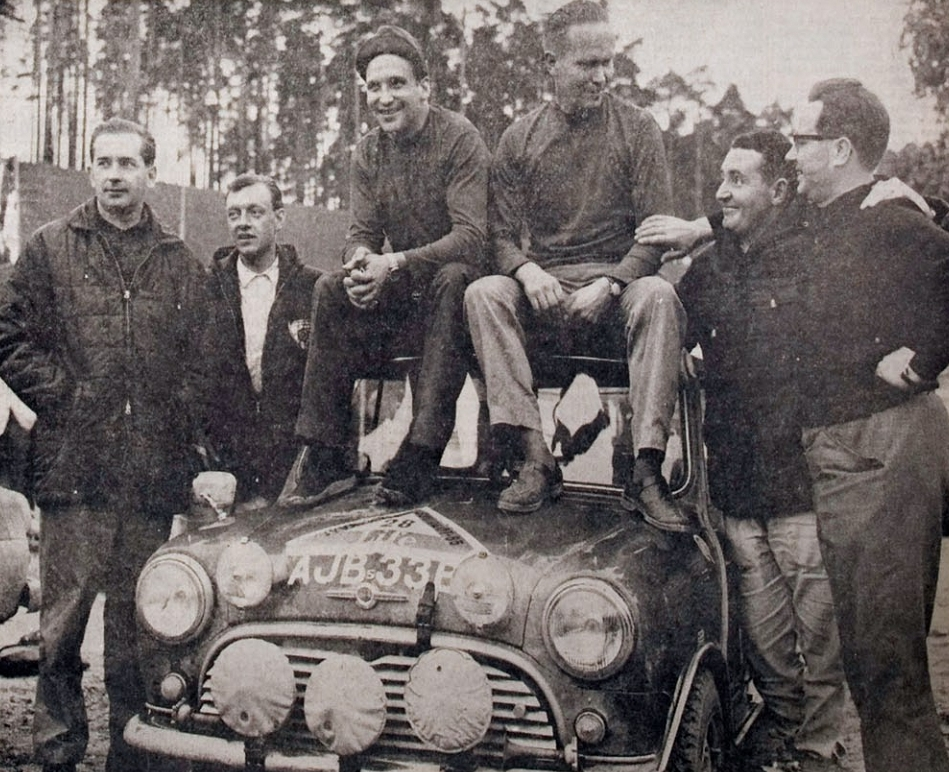
Mäkinen links boven op de Mini Cooper S na het winnen van de Rally van Finland in 1965

In de jaren zestig was de overkoepelende British Motor Corporation (BMC) met de Mini Cooper actief in de rallysport. De Cooper versie van de Mini werd ontworpen door John Cooper, eigenaar van de Cooper Car Company, en Alec Issigonis, die potentie zagen in de kleine auto voor competitie. De Mini Cooper bewees ondanks minder krachtig, zeer handelbaar te zijn. De Cooper S, de meest krachtige versie van de Mini die werd gebouwd, en die ook uitkwam onder de Austin en Morris naam, werd in die tijd ingezet in verschillende internationale rally's.
Het eerste grote succes van de Mini Cooper kwam met het winnen van de Rally van Monte Carlo in 1964 met Paddy Hopkirk achter het stuur. Timo Mäkinen herhaalde dit succes in 1965, en Rauno Aaltonen zou de rally eveneens winnen, in 1967. in 1966 completeerde de Mini's de gehele top drie in Monte Carlo, maar werden allen na afloop van het evenement op controverse wijze gediskwalificeerd, na een vermeende homologatie fout in de modificatie van de koplampen. Aaltonen greep in 1965 met vijf overwinningen (waaronder de Rally van Groot-Brittannië) tevens naar de titel in het Europees Kampioenschap Rally, het meest prestigieuze kampioenschap op dat moment. Mäkinen schreef met de Mini Cooper ook drie keer achtereenvolgend (van 1965 tot en met 1967) de Rally van Finland op zijn naam. BMC beëindigde het project uiteindelijk in 1968, toen de concurrentie inmiddels had ingespeeld op het succes en met competitiever materiaal aan kwam zetten.

### Wereldkampioenschap Rally

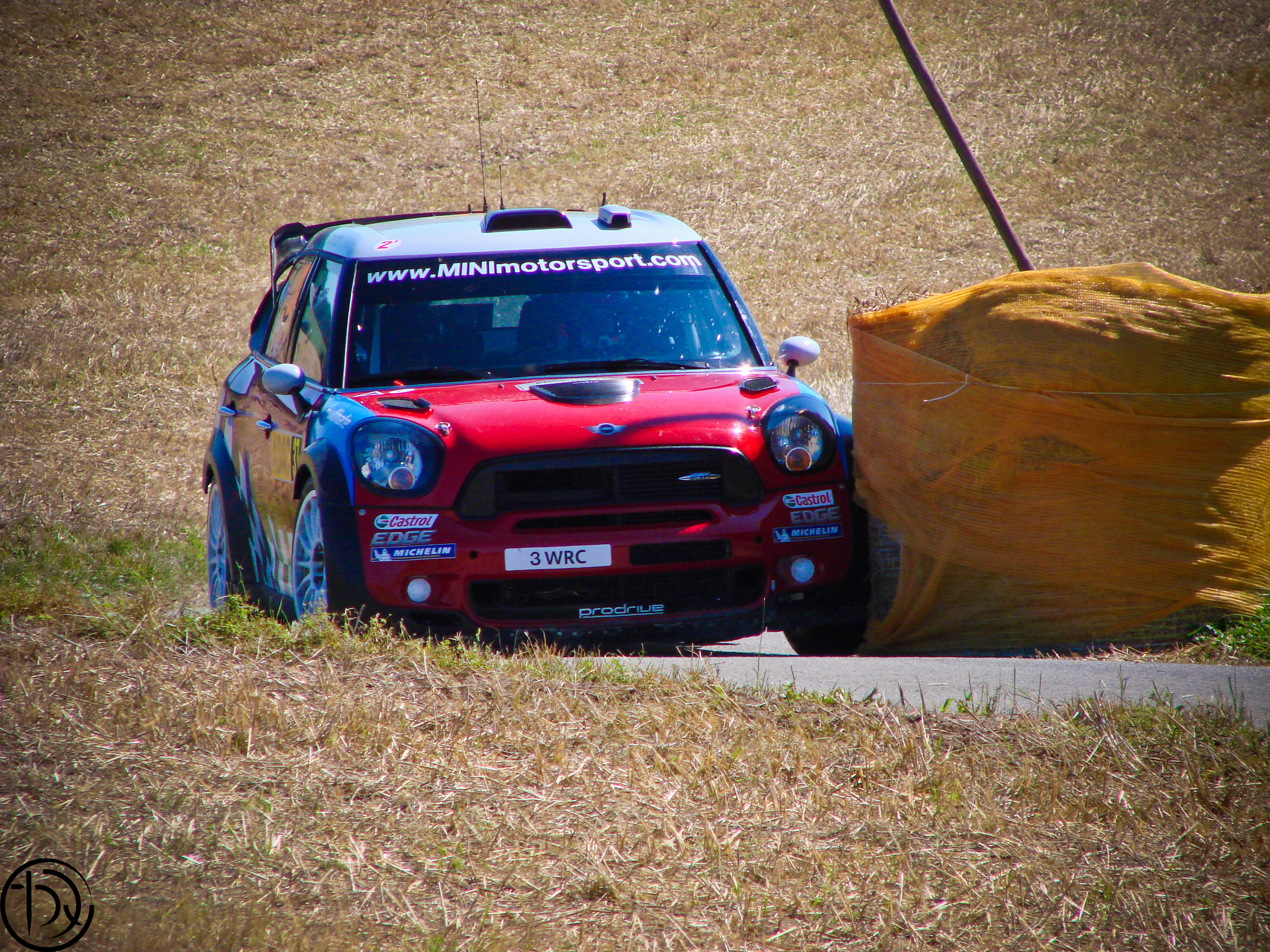
Sordo bezorgde het team van Mini hun eerste podium resultaat in het WK tijdens de Rally van Duitsland in 2011

Het Mini Cooper project vond plaats op het moment dat er nog geen wereldkampioenschap werd georganiseerd. In 2009 werd bekend dat David Richards' Prodrive Racing, die tussen 1990 en 2008 Subaru vertegenwoordigde in hun activiteiten in het Wereldkampioenschap Rally, een terugkeer overwoog in het WK Rally. Dit werd in 2010 uiteindelijk bevestigd, en het werd aangekondigd dat Prodrive vanaf het seizoen 2011 zou terugkeren met Mini, dat inmiddels onderdeel is van de Duitse autofabrikant BMW. Het Mini Countryman model werd aangewezen als basis voor de World Rally Car, de categorie die tegenwoordig wordt gehanteerd als voornaamste klasse in het WK Rally. De auto werd in 2011 omgedoopt tot de 'John Cooper Works WRC', als eerbetoon aan John Cooper.

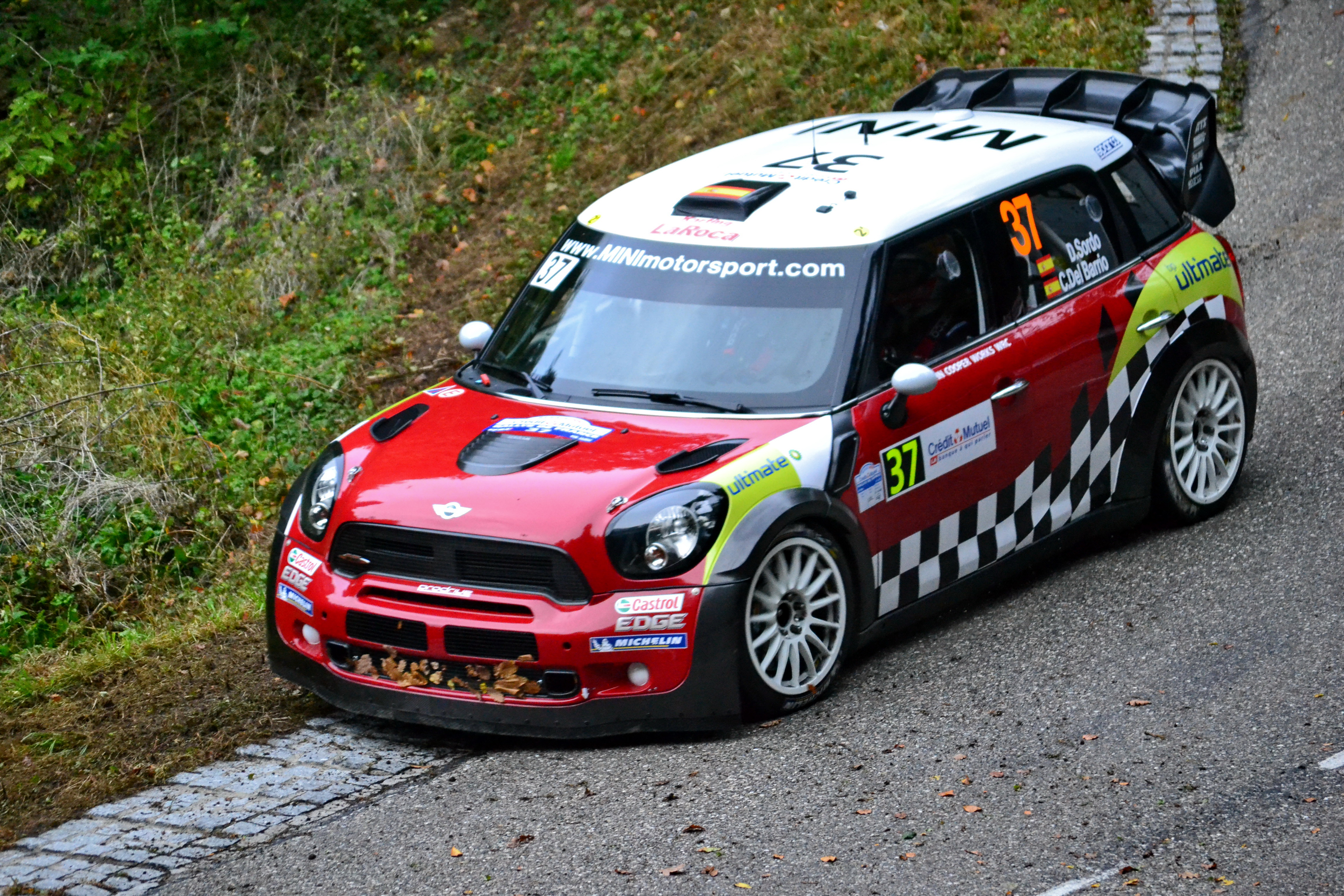
Sordo actief tijdens de Rally van Frankrijk in 2012

Het 'Mini WRC Team', zoals het officieel wordt genoemd, neemt in 2011 deel aan het WK Rally in een geselecteerd programma. Daniel Sordo en Kris Meeke zijn de aangewezen rijders, en dragen de startnummers 37 en 52 respectievelijk (wat refereert aan Hopkirk en Mäkinens startnummers tijdens de Monte Carlo rally's van 1964 en 1965). De auto debuteerde tijdens de Rally van Sardinië, waar kopman Daniel Sordo aan de finish kwam op een zesde plaats. Sordo bezorgde het team ook hun eerste podium resultaat, eindigend als derde tijdens de Rally van Duitsland. In Frankrijk wist Sordo dit resultaat te verbeteren, door daar als tweede te eindigen. Hij was gedurende het evenement zelfs content om voor de overwinning te gaan, die uiteindelijk op naam kwam van Citroëns Sébastien Ogier. In 2012 onderneemt Prodrive met Mini een volledig programma in het WK. Sordo is hierin wederom kopman, maar vanwege financiële moeilijkheden is Meeke op een zijspoor gezet, en wordt het tweede zitje daarom voor het grootste deel bezet door een betalende rijder. Pierre Campana en Patrik Sandell kwamen tot nog toe uit als tweede rijder binnen het team.

## Complete resultaten in het Wereldkampioenschap Rally
| Seizoen | Auto                       | Rijders        | 1   | 2   | 3   | 4   | 5   | 6   | 7   | 8   | 9   | 10  | 11  | 12  | 13  | Pos. | Punten |
| ------- | -------------------------- | -------------- | --- | --- | --- | --- | --- | --- | --- | --- | --- | --- | --- | --- | --- | ---- | ------ |
| 2011    | Mini John Cooper Works WRC |                | ZWE | MEX | POR | JOR | ITA | ARG | GRI | FIN | DUI | AUS | FRA | SPA | GBR | -    | -      |
| 2011    | Mini John Cooper Works WRC | Daniel Sordo   |     |     |     |     | 6   |     |     | NF  | 3   |     | 2   | 4   | 19  | -    | -      |
| 2011    | Mini John Cooper Works WRC | Kris Meeke     |     |     |     |     | NF  |     |     | NF  | NF  |     | NF  | 5   | 4   | -    | -      |
| 2012*   | Mini John Cooper Works WRC |                | MON | ZWE | MEX | POR | ARG | GRI | NZL | FIN | DUI | GBR | FRA | ITA | SPA | 6    | 26     |
| 2012*   | Mini John Cooper Works WRC | Daniel Sordo   | 2   | NF  |     | 11  |     |     | 6   |     | 9   |     | NF  |     |     | 6    | 26     |
| 2012*   | Mini John Cooper Works WRC | Pierre Campana | 7   |     |     |     |     |     |     |     |     |     |     |     |     | 6    | 26     |
| 2012*   | Mini John Cooper Works WRC | Patrik Sandell |     | 8   |     | NF  |     |     |     |     |     |     |     |     |     | 6    | 26     |

* Seizoen loopt nog.